# Guggenmusik

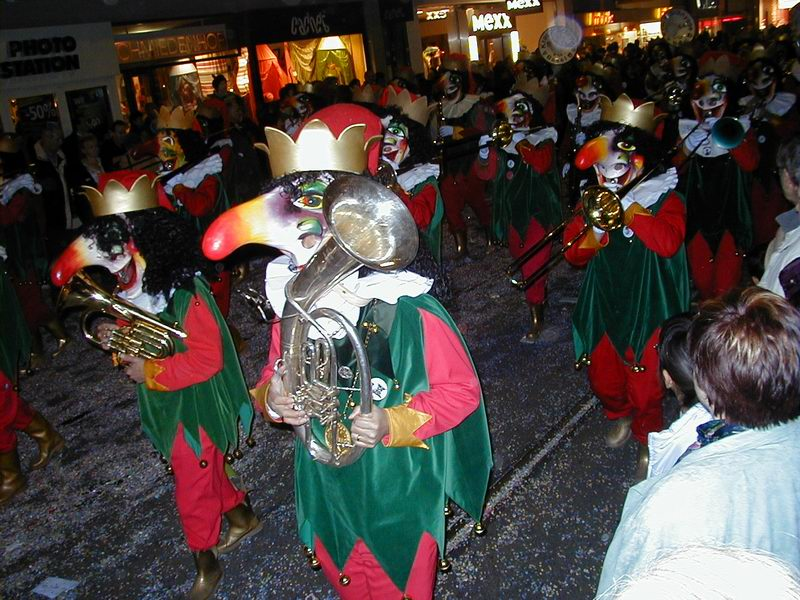
Guggenmusik al Carnevale di Basilea.

Per Guggenmusik si intende uno stile di musica sviluppatosi per accompagnare il periodo di carnevale. Nato dopo la metà del XX secolo a Basilea in Svizzera, ora si sta diffondendo anche in Germania, Austria, Liechtenstein, ecc.
Il repertorio inizialmente era composto da brani di musica popolare e brani tratti dal repertorio bandistico (marce e valzer) arrangiati in maniera volutamente grezza e dissonante, secondo un principio particolare (di solito, con una melodia riconoscibile ma trasposta in una scala musicale sbagliata). All'inizio la formazione era composta solamente da una banda musicale molto semplice.
Negli ultimi anni, però, si è andato differenziando via via il modo di suonare e di arrangiare i brani. Il repertorio è tratto in prevalenza dai brani di musica Rock Pop dagli anni settanta ai giorni nostri. La formazione "classica", ma non ancora generalizzata, comprende una sezione di susafoni (4-6), tromboni a coulisse (2 o 3 voci, 10-14 elementi), trombe (come per i tromboni), eufoni o baritoni (4-6 o anche più), inoltre una base ritmica formata da 4-6 grancasse e 4-6 batterie "mobili".